# Newark (Nova Jersey)
Newark és una ciutat ubicada al comtat d'Essex a l'estat de Nova Jersey, Estats Units d'Amèrica. És la ciutat més gran de l'estat i té una població d'uns 280.000 habitants amb una densitat de 4.181 per km². Es troba en la 65a posició de les ciutats més poblades dels Estats Units. Newark també se la coneix la "ciutat de maons".
Newark és conegut pel fet que el 26 d'abril de 1956 hi partí la primera línia del món de transport per contenidor cap a Houston.

## Localitats agermanades
- Freeport (Bahames)
- Douala (Camerun)
- Xuzhou (Xina)
- Aveiro (Portugal)
- Belo Horizonte (Brasil)
- Banjul (Gàmbia)
- Kumasi (Ghana)
- Porto Alegre (Brasil)
- Monròvia (Libèria)

## Persones il·lustres
- Aaron Burr (1756-1836) militar i polític; tercer vicepresident dels Estats Units
- William Henry Walter (1825-1893) compositor i organista
- Raymond Brink (1890-1973) matemàtic
- Earl Baldwin (1901-1970), guionista i productor
- Sarah Vaughan (1924-1990), cantant de jazz
- Ed Koch (1924-2013), advocat i polític; 105è alcalde de Nova York
- Eva Marie Saint (n. 1924), actriu
- Allen Ginsberg (1926-1997), poeta
- Jerry Lewis (n. 1926), actor
- Philip Roth (1933-2018), escriptor
- Richard Meier (n. 1934), arquitecte
- Brian De Palma (n. 1940), director de cinema
- Paul Simon (n. 1941), cantautor i músic
- Joe Pesci (n. 1943), actor
- Paul Auster (n. 1947), escriptor
- Gloria Gaynor (n. 1949), cantant
- Max Weinberg (n. 1951), bateria
- Ray Liotta (n. 1954), actor
- Marc Ribot (n. 1954), guitarrista i compositor
- Todd Solondz (n. 1959), director de cinema
- Chris Christie (n. 1962) advocat i polític; 55è governador de Nova Jersey
- Whitney Houston (1963-2012), cantant i actriu
- Shaquille O'Neal (n. 1972), jugador de bàsquet
- Randy Foye (n. 1983), jugador de bàsquet